# Dettingen an der Iller
Pour les articles homonymes, voir Dettingen.
Dettingen an der Iller est une commune de Bade-Wurtemberg (Allemagne), située dans l'arrondissement de Biberach, dans la région Donau-Iller, dans le district de Tübingen.